# ألونسو هرنانديز ديل بورتيو
ألونسو هرنانديز ديل بورتيو (بالإسبانية: Alonso Hernández del Portillo)‏ هو مؤرخ إسباني، ولد في 1543 في جبل طارق في المملكة المتحدة، وتوفي في 1624.